# 丸ノ内
丸ノ内（まるのうち）は、高知県高知市の町名で丸ノ内一丁目および丸ノ内二丁目があり、全域で住居表示が実施されている。郵便番号は780-0850（高知中央郵便局管区）。

## 概要
高知県の行政の中枢であり、それにともなう行政施設や高知城などが所在する。

## 地理
高知市中部に位置する。

## 歴史
- 1972年（昭和47年）8月1日 - 住居表示実施に伴い、丸ノ内・西弘小路の全域と升形の一部をもって、「丸ノ内一丁目・二丁目」新設。

## 施設
- 高知県庁
- 高知県警察本部
- 高知地方裁判所
- 高知簡易裁判所
- 高知家庭裁判所
- 高知法務総合庁舎
  - 高知地方検察庁
    - 高知区検察庁
- 高知城
- 高知県立文学館
- 高知県立公文書館
- 高知県立高知丸の内高等学校
- 高知市総合あんしんセンター
  - 高知市保健所
  - 高知市消防局
- 高知県立武道館
- 四国森林管理局
- 城西公園

## 画像

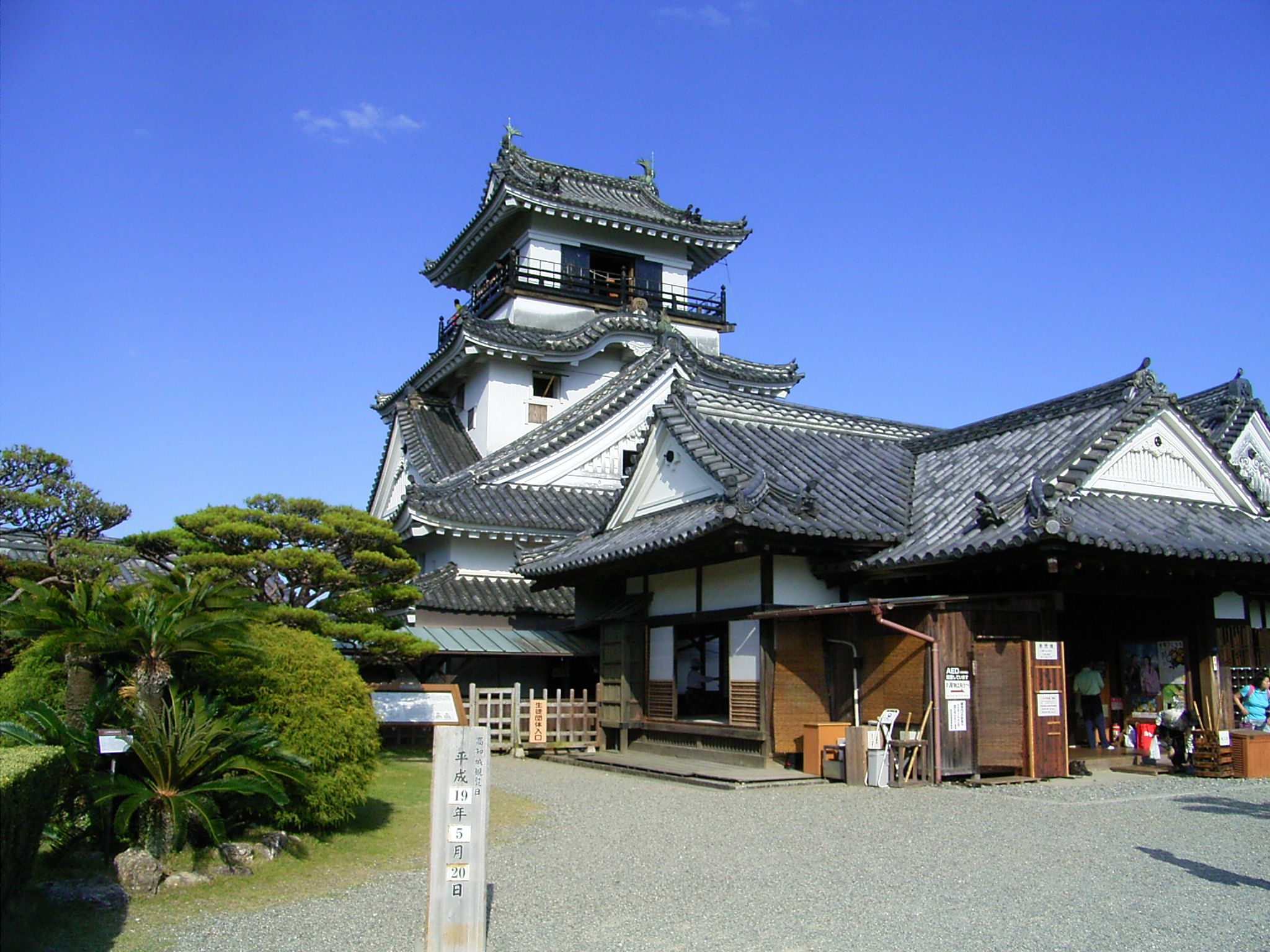
高知城